# Adrapsa incertalis
Adrapsa incertalis är en fjärilsart som beskrevs av John Henry Leech 1900. Adrapsa incertalis ingår i släktet Adrapsa och familjen nattflyn. Inga underarter finns listade i Catalogue of Life.